# بخش ستراگو-کراسنسکی
بخش ستراگو-کراسنسکی (به لاتین: Strugo-Krasnensky District) یک منطقهٔ مسکونی در روسیه است که در استان پسکوف واقع شده‌است.